# Liste der Monuments historiques in Blâmont
Die Liste der Monuments historiques in Blâmont führt die Monuments historiques in der französischen Gemeinde Blâmont auf.

## Liste der Immobilien
| Bezeichnung        | Beschreibung               | Standort              | Kennzeichnung | Schutzstatus | Datum | Bild           |
| ------------------ | -------------------------- | --------------------- | ------------- | ------------ | ----- | -------------- |
| Château de Blâmont | Burgruine, 11. Jahrhundert | Rue du Château (Lage) | PA00132621    | Inscrit      | 1994  | weitere Bilder |

## Liste der Objekte
| Bezeichnung                | Beschreibung                                                                       | Standort                        | Kennzeichnung | Schutzstatus | Datum     | Bild           |
| -------------------------- | ---------------------------------------------------------------------------------- | ------------------------------- | ------------- | ------------ | --------- | -------------- |
| Liturgische Gewänder       | Ensemble aus PM54001109 bis PM54001117                                             | in der Kirche St-Maurice (Lage) | PM54000068    | Classé       | 1971      |                |
| Kasel                      | Seidentuch, Seiden-, Gold- und Silberfaden, Mitte des 18. Jahrhunderts             | in der Kirche St-Maurice (Lage) | PM54001109    | Classé       | 1971      |                |
| Zwei Dalmatiken            | Seidentuch, Seiden-, Gold- und Silberfaden, Mitte des 18. Jahrhunderts             | in der Kirche St-Maurice (Lage) | PM54001110    | Classé       | 1971      |                |
| Pluviale (1)               | Seidentuch, Seiden-, Gold- und Silberfaden, Mitte des 18. Jahrhunderts             | in der Kirche St-Maurice (Lage) | PM54001111    | Classé       | 1971      |                |
| Pluviale (2)               | Seidentuch, Seiden-, Gold- und Silberfaden, Mitte des 18. Jahrhunderts             | in der Kirche St-Maurice (Lage) | PM54001112    | Classé       | 1971      |                |
| Stola                      | Seidentuch, Seiden-, Gold- und Silberfaden, Mitte des 18. Jahrhunderts             | in der Kirche St-Maurice (Lage) | PM54001113    | Classé       | 1971      |                |
| Kelchvelum                 | Seidentuch, Seiden-, Gold- und Silberfaden, Mitte des 18. Jahrhunderts             | in der Kirche St-Maurice (Lage) | PM54001114    | Classé       | 1971      |                |
| Kelchbursa                 | Seidentuch, Seiden-, Gold- und Silberfaden, Mitte des 18. Jahrhunderts             | in der Kirche St-Maurice (Lage) | PM54001115    | Classé       | 1971      |                |
| Drei Stolen                | Seidentuch, Seiden-, Gold- und Silberfaden, Mitte des 18. Jahrhunderts             | in der Kirche St-Maurice (Lage) | PM54001116    | Classé       | 1971      |                |
| Drei Manipel               | Seidentuch, Seiden-, Gold- und Silberfaden, Mitte des 18. Jahrhunderts             | in der Kirche St-Maurice (Lage) | PM540011107   | Classé       | 1971      |                |
| Orgel                      | Ensemble aus PM54000072 und PM54000071                                             | in der Kirche St-Maurice (Lage) | PM54001292    | Classé       | 1975 1985 | weitere Bilder |
| Orgelprospekt              | 1768 von Jean Adam Dingler gebaut                                                  | in der Kirche St-Maurice (Lage) | PM54000071    | Classé       | 1975      |                |
| Instrumentalteil der Orgel | 1768 von Jean Adam Dingler gebaut; 1857/58 von Jean Frédéric Verschneider umgebaut | in der Kirche St-Maurice (Lage) | PM54000072    | Classé       | 1985      |                |
| Kanzel                     | Eichenholz, um 1760                                                                | in der Kirche St-Maurice (Lage) | PM54000070    | Classé       | 1975      |                |
| Zwei Beichtstühle          | Eichenholz, um 1760                                                                | in der Kirche St-Maurice (Lage) | PM54000069    | Classé       | 1971      |                |